# M. et A. Dulac

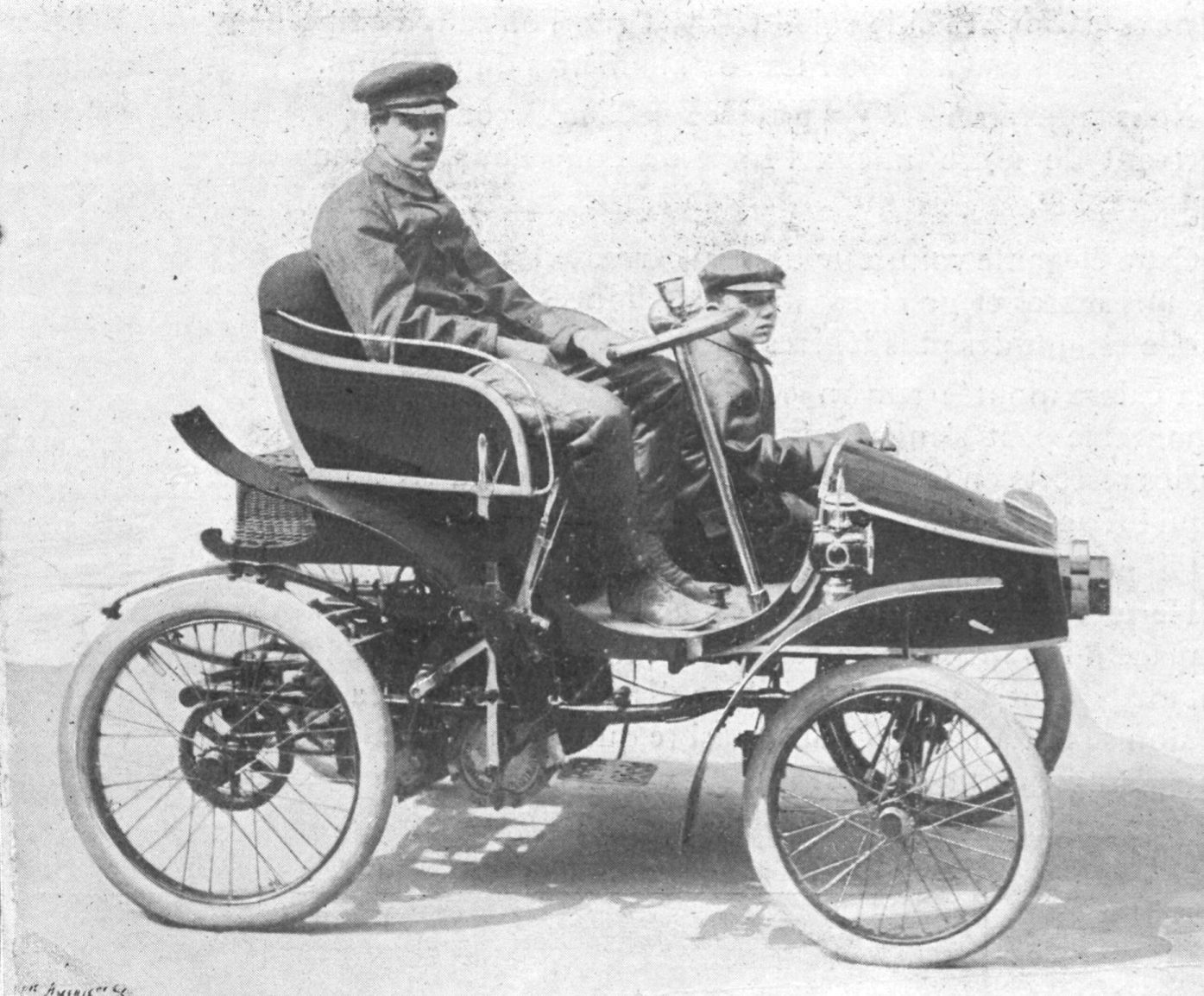
Dulac 4,5 CV De Dion-Bouton (1899)

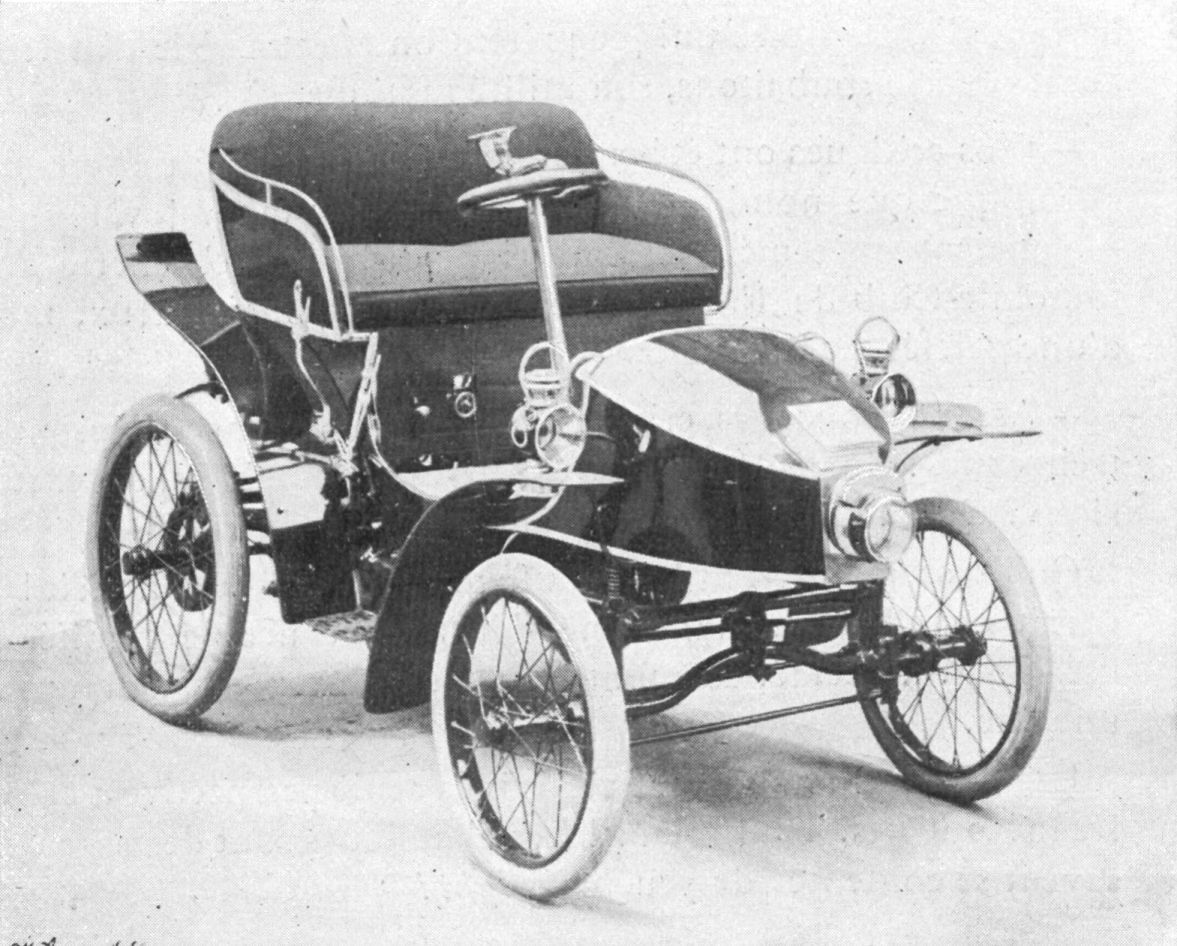
Dulac 4,5 CV De Dion-Bouton (1899)

M. et A. Dulac war ein französischer Hersteller von Automobilen.

## Unternehmensgeschichte
Das Unternehmen aus Paris begann 1899 mit der Produktion von Automobilen. Der Markenname lautete in Frankreich Véhel und in England Torpedo. 1901 endete die Produktion.

## Fahrzeuge
1899 entstand zunächst eine Voiturette, die unter dem Namen Dulac bekannt wurde. Das Fahrzeug war ein offener Zweisitzer, der von zwei luftgekühlten 2,25-PS-Motoren von De Dion-Bouton angetrieben wurde, die wiederum im Fahrwerk vor der Hinterachse eingebaut waren. Das Getriebe hatte drei Vorwärtsgänge plus Rückwärtsgang, die Höchstgeschwindigkeit war mit 35 km/h angegeben; Kaufpreis 5000 Franc.
Im Angebot stand dann ein Modell mit einem Einzylindermotor und 6 PS Leistung sowie ein Modell mit einem Zweizylindermotor und 8 PS Leistung. Die Fahrzeuge verfügten über Frontmotor, Dreiganggetriebe und Kettenantrieb.